# Riverbend (Washington)
Riverbend ist ein Census-designated place (CDP) im King County im US-Bundesstaat Washington. Zum United States Census 2010 hatte es eine Einwohnerzahl von 2.132. Auf der Basis des Pro-Kopf-Einkommens, einem der eher belastbaren Kriterien für Wohlstand, belegt Riverbend Platz 87 unter allen 522 platzierten Orten des Staates Washington.

## Geographie
Riverbend liegt auf 47°28'11" N / 121°45'15" W. Nach dem United States Census Bureau nimmt der CDP eine Gesamtfläche von 7,8 km² ein; Wasserflächen sind nicht darunter.

## Demographie
Nach der Volkszählung von 2000 gab es in Riverbend 2.230 Einwohner, 775 Haushalte und 612 Familien. Die Bevölkerungsdichte betrug 286 pro km². Es gab 791 Wohneinheiten bei einer mittleren Dichte von 101,5 pro km².
Die Bevölkerung bestand zu 94,48 % aus Weißen, zu 0,27 % aus Afroamerikanern, zu 0,54 % aus Indianern, zu 1,75 % aus Asiaten, zu 0,18 % aus Pazifik-Insulanern, zu 1,26 % aus anderen „Rassen“ und zu 1,52 % aus zwei oder mehr „Rassen“. Hispanics oder Latinos „jeglicher Rasse“ bildeten 2,6 % der Bevölkerung.
Von den 775 Haushalten beherbergten 48 % Kinder unter 18 Jahren, 68,6 % wurden von zusammen lebenden verheirateten Paaren, 7,4 % von alleinerziehenden Müttern geführt; 21 % waren Nicht-Familien. 14,6 % der Haushalte waren Singles und 2,2 % waren alleinstehende über 65-jährige Personen. Die durchschnittliche Haushaltsgröße betrug 2,88 und die durchschnittliche Familiengröße 3,23 Personen.
Der Median des Alters in der Stadt betrug 34 Jahre. 31,5 % der Einwohner waren unter 18, 5,5 % zwischen 18 und 24, 39,8 % zwischen 25 und 44, 19,1 % zwischen 45 und 64 und 4,1 65 Jahre oder älter. Auf 100 Frauen kamen 105,3 Männer, bei den über 18-Jährigen waren es 102,1 Männer auf 100 Frauen.
Alle Angaben zum mittleren Einkommen beziehen sich auf den Median. Das mittlere Haushaltseinkommen betrug 69.716 US$, in den Familien waren es 72.708 US$. Männer hatten ein mittleres Einkommen von 56.173 US$ gegenüber 34.516 US$ bei Frauen. Das Pro-Kopf-Einkommen betrug 25.234 US$. Etwa 3,7 % der Familien und 4 % der Gesamtbevölkerung lebte unterhalb der Armutsgrenze; das betraf 8 % der unter 18-Jährigen und keinen der über 65-Jährigen.